# Стамбульський погром
Стамбульський погром (грец. Σεπτεμβριανά Септемвріана; (Вересневі події); тур. 6-7 Eyl ül Olayları Алти-Йеді Ейлюль Олайлари (Події 6-7 вересня)) — один із найзначніших та останній масовий погром 6-7 вересня 1955 на території Туреччини, спрямований проти грецької меншини Стамбула. Після погрому 2,5-тисячолітня історія грецької (ширше — немусульманського, оскільки в погромах також постраждали вірмени та євреї) присутності на території сучасної Туреччини добігає кінця. У ході заворушень, за турецькими даними, загинули від 13 до 16 греків (включаючи 2 священників) і 1 вірмен; зруйновано багато церков, спалені будівлі, пошкоджена інфраструктура міста. Заворушення торкнулися й інших міст Туреччини, в першу чергу, Ізмір. При цьому війська НАТО, розквартировані в Ізмірі, так само як і західноєвропейська громадськість, вважали за найкраще не втручатися в події.

## Наслідки
До 1965 грецьке населення Стамбула скоротилося до 48 000 осіб (2,8 %). У 2000 в місті проживало лише 2 000 греків.
Острови Імброс (Ґьокчеада) та Тенедос (Бозджаада) були незабаром заселені турками, а використання грецької мови в школі та адміністрації заборонено з 1974.
При цьому в самій Греції (регіон Західна Фракія) освіта турецькою мовою зберігається і в наші дні. Паралельно відбувалося чисельне зростання турецько-мусульманської діаспори в Греції, яка зараз оцінюється в 120 000 осіб.[джерело не вказане 2171 день]

## Значення
Стамбульський погром став останнім акордом на шляху моноетнізації Туреччини шляхом знищення та вигнання немусульманських народів.